# Tredici canzoni urgenti
(Vinicio Capossela)
Tredici canzoni urgenti è il dodicesimo album in studio del cantautore italiano Vinicio Capossela. L'album, pubblicato il 21 aprile 2023, è prodotto da La Cùpa e distribuito da Warner Music.
L'uscita è stata anticipata dal brano La crociata dei bambini, pubblicato il 24 febbraio 2023 e dal brano La parte del torto uscito il 24 marzo 2023.
L'album ha vinto la Targa Tenco 2023 come migliore album.

## Il disco
Sul sito ufficiale dell'autore si legge: «Tredici nuove canzoni scritte fra febbraio e giugno del 2022 e registrate nei mesi a seguire come diretta conseguenza del momento storico che stiamo vivendo. Canzoni che, come bene anticipa il titolo di questo lavoro, nascono dalla necessità di affrontare e confrontarsi con le problematiche più stringenti che affollano un mondo ormai supino, sprofondato sul divano. Un mondo in cui ogni cosa, compresa l'emozione, è stata domiciliarizzata e su cui si va abbattendo la peggiore delle catastrofi: la guerra, con tutto il corollario di avvelenamento, di semplificazione, di inflazione, di vanificazione di ogni sforzo "culturale" (argomento ben anticipato dalla prima delle canzoni urgenti, La crociata dei bambini, un brano contro tutte le guerre)»
L'uscita dell'album è stata accompagnata dall'evento live Concerto urgente svoltosi a Milano il 20 aprile 2023. Con le parole dell'autore: «Per presentare un disco urgente abbiamo scelto la forma più urgente di tutte: eseguirlo in pubblico con tutti i musicisti coinvolti la sera prima dell’uscita, in una sala da musica senza orpelli: l’auditorium Sala Verdi del Conservatorio di Milano».
A livello musicale, l'album si compone di «molti strumenti musicali, musicisti e ospiti, e (...) alterna diverse forme, dalla folìa cinquecentesca al reggae and dub anni 90. Ballate, waltz, jive e un cha cha cha» costituiscono l'universo musicale di Tredici canzoni urgenti. Tra gli ospiti vocali coinvolti ci sono Mara Redeghieri (nel brano Staffette in bicicletta), Margherita Vicario (nel brano La cattiva educazione), Sir Oliver Skardy, Bunna e Raiz (nel brano Sul divano occidentale). Come per Ballate per uomini e bestie, vi è un cameo di Marc Ribot nel brano All you can eat, inoltre compaiono Greg Cohen e John Convertino in Con i tasti che ci abbiamo.
Il disco ha visto inoltre la collaborazione di diversi co-produttori: il genovese FiloQ (Sul divano occidentale), Don Antonio Gramentieri (All you can eat, La parte del torto), Alessandro "Asso" Stefana (Con i tasti che ci abbiamo, Ariosto Governatore), Cesare Malfatti (La cattiva educazione), Andrea Lamacchia (Sul divano occidentale). Gli arrangiatori sono il maestro Raffaele Tiseo, Enrico Gabrielli e Don Antonio Gramentieri. Allo stesso modo, molti studi di registrazione sono stati coinvolti: lo studio Esagono di Rubiera (RE), lo studio analogico forlivese L'amor mio non muore, lo studio Crinale a Modigliana (FC), La Cùpa a Milano, Montecanto, Wunder Kammer, ma anche in studi americani come il Mayberry PCH in California, dove ha registrato Greg Cohen, a El Paso (John Convertino) e a Brooklyn (Marc Ribot). Il missaggio è a cura di Taketo Gohara, tranne i brani All you can eat (missato da Ivano Giovedì e Don Antonio Gramentieri) e Sul divano occidentale (missato da FiloQ).
La copertina e l'impostazione grafica sono a cura di Jacopo Leone (Etc Aussi) e Federica Italiano (Yuki Creative Studio). 

## Tracce
1. Il bene rifugio – 4:22
2. All You Can Eat – 3:48
3. La parte del torto – 5:14
4. Staffette in bicicletta (feat. Mara Redeghieri) – 4:35
5. Sul divano occidentale (feat. Bunna, Sir Oliver Skardy, Raiz) – 4:09
6. Gloria all'archibugio – 4:10
7. Ariosto governatore – 4:08
8. La crociata dei bambini – 5:48
9. La cattiva educazione (feat. Margherita Vicario) – 3:49
10. Minorità – 5:06
11. Cha cha chaf della pozzanghera – 4:05
12. Il tempo dei regali – 5:29
13. Con i tasti che ci abbiamo – 4:07

## Singoli estratti

### La crociata dei bambini
Il 24 febbraio 2023, ad un anno dall'invasione russa dell'Ucraina, pubblica il brano La crociata dei bambini ispirato al poema di Bertolt Brecht La crociata dei ragazzi (1942, in Italia edito da Einaudi nel 1959) che affronta il tema della "peggiore delle catastrofi: la guerra, con tutto il corollario di avvelenamento, di semplificazione, di inflazione, di vanificazione di ogni sforzo “culturale”".

### La parte del torto
Il 24 marzo viene pubblicato un secondo singolo, La parte del torto, ispirato ad una celebre frase di Bertolt Brecht ("Ci sedemmo dalla parte del torto perché tutti gli altri posti erano occupati") e dal forte contenuto politico. A tal proposito l'autore ha dichiarato “La politica di oggi ha smesso di fornire visioni, utopie, forme di vita eterna, idee di avvenire e di divenire. Ora si è specchiata ed abbassata all’individuo, al suo strettissimo campo di azione. Se Brecht poteva dire che ci siamo seduti dalla parte del torto, ora il torto non è più appannaggio delle forze che lottano per la libertà. La sinistra, cedendo il ruolo di difesa dei lavoratori, dei senza diritti e degli ultimi che le sarebbe stato proprio, ha lasciato libero il campo a forze che si sono prese anche la parte del torto e, fomentando la paura dell’altro, hanno portato ad una deriva in cui il torto è torto anzitutto contro il senso di umanità. La parte del torto, oggi orgogliosamente rivendicata da destra, è ormai quella in cui ci siamo messi tutti, in una lotta di mera contrapposizione che vanifica e neutralizza il concetto stesso di parte del giusto”.

## Formazione

### Il bene rifugio
- Vinicio Capossela: pianoforte, voce
- Raffaele Tiseo: Fender Rhodes
- Niccolò Fornabaio: batteria, ocean drum
- Andrea Lamacchia: contrabbasso
- Mauro Ottolini: trombone, flicorno
- Enrico Gabrielli: organo Farfisa, clarinetto, clarinetto basso

Il brano sottolinea come l'amore non sia soltanto un rifugio, ma anche rivoluzione. È un invito a trasformare la fragilità in forza, al fine di potere godere, come nell'episodio dell'Iliade, di una tenda in cui rifugiarsi all'interno della quale la guerra non è penetrata.

### All you can eat
- Vinicio Capossela: pianoforte e voce
- Don Antonio Gramentieri: chitarra elettrica, basso, armonium, Casio SK1, mellotron, percussioni
- Piero Perelli: batteria, percussioni
- Franco Naddei: vox Continental
- Nicola Peruch: farfisa
- Denis Valentini: cori, percussioni
- Michele Vignali: sassofono baritono
- Marc Ribot: chitarra elettrica

«In questa formula (all you can eat) c'è molto del modello di consumo che sta asfissiando il pianeta», ossia un consumismo senza inibizioni né pensieri denunciato dall'autore in questo brano dai suoni neri, soul, con un richiamo alla Motown.

### La parte del torto
- Vinicio Capossela: voce
- Don Antonio Gramentieri: chitarra elettrica, armonium, celesta
- Piero Perelli: batteria, timpani, percussioni
- Luca Giovacchini: dobro, chitarra elettrica
- Andrea Lamacchia: contrabbasso
- Alessandro “Asso” Stefana: armonium, celesta
- Denis Valentini: cori, whistle

«Se Brecht poteva dire che 'dato che i posti buoni erano occupati, ci siamo seduti dalla parte del torto', ora il torto non è più appannaggio delle forze che lottano per la libertà. La parte del torto, oggi orgogliosamente rivendicata da destra, è ormai quella in cui ci siamo messi tutti, in una lotta di mera contrapposizione che vanifica e neutralizza il concetto stesso di 'parte del giusto'». Secondo l'autore, dunque, non esistono più categorie chiare, tutto si riduce a un gioco delle parti, un indefinito Noi contro Voi che fa perdere di vista quale sia la parte del giusto.

### Staffette in bicicletta
- Vinicio Capossela: pianoforte, voce
- Raffaele Tiseo: violino, viola
- Daniela Savoldi: violoncello
- Mara Redeghieri: voce
- Cesare Malfatti: intonarumori

I nomi che vengono citati uno dopo l'altro nel testo del brano appartengono alle staffette partigiane ricordate su un muro di cemento del comune di Scandiano (RE). Con questo brano l'autore ha voluto ricordare l'azione delle staffette partigiane, le quali facevano «guerra alla guerra» tramite le loro azioni.

### Sul divano occidentale
- Vinicio Capossela: farfisa, voce
- FiloQ: synth, drum machine, programmazioni
- Andrea Lamacchia: basso elettrico, Moog Taurus, chitarra elettrica, sintetizzatori virtuali
- Giancarlo Bianchetti: chitarra elettrica
- Alessandro “Asso” Stefana: chitarra elettrica
- Cesare Malfatti: intonarumori
- Raiz: cori
- Bunna: cori
- Sir Oliver Skardy: cori

«La maggior parte delle persone vive forme di partecipazione e coinvolgimento emotivo confezionate dal sistema dell'informazione», in altre parole si è vittime di una continua pressione informatica, bombardati di emergenze, «fino a cadere esanimi sul divano, aspettando la consegna del cibo ordinato a domicilio».

### Gloria all'Archibugio
- Vinicio Capossela: pianoforte, voce, spinetta
- Raffaele Tiseo: campionamenti
- Rosa Helena Ippolito: viole da gamba
- Fabiano Merlante: arciliuto
- Alessandro “Asso” Stefana: chitarre elettriche
- Andrea Lamacchia: contrabbasso
- Piero Perelli: batteria, tambourine
- Alessandro de Carolis: flauti dolci, flautini
- Mauro Ottolini: trombone, susafono, tromba bassa
- Cesare Malfatti: intonarumori
- Denis Valentini: cori
- Vincenzo Vasi: theremin, cori

«Dall'archibugio al drone, ai missili nucleari, sono passati cinquecento anni e l'uomo ha sempre più perfezionato l'arte e la scienza di distruggere se stesso e il mondo che abita». Dalle pagine di Ariosto, dove il poeta individua l’inizio di nuove e più terribili forme di devastazione nella rivoluzione operata dalle armi da fuoco, a secoli più tardi, quando questa ha portato agli ordigni di distruzione di massa.

### Ariosto Governatore
- Vinicio Capossela: chitarra acustica, voce
- Alessandro “Asso” Stefana: chitarra acustica, pianoforte, gusli
- Raffaele Tiseo: ribeca, viola da braccio
- Andrea Lamacchia: contrabbasso
- Zeno De Rossi: batteria
- Rosa Helena Ippolito: viole da gamba

Un ulteriore brano ispirato dall'opera di Ludovico Ariosto, in questo caso, alle sue lettere scritte durante il suo incarico di governatore della Garfagnana. Ariosto Governatore è stato il primo pezzo ad essere eseguito dal vivo come inedito, nell'aprile 2022, durante un concerto del tour Personal Standards. Il testo riporta la frustrazione del poeta, consapevole che il suo esercizio politico non sia sufficiente per cambiare la situazione.

### La crociata dei bambini
- Vinicio Capossela: pianoforte, voce
- Raffaele Tiseo: violino, viola
- Daniela Savoldi: violoncello
- Andrea Lamacchia: contrabbasso
- Stefano Semprini: fagotto
- Alessandro “Asso” Stefana: gusli, grancassa

Una ballata contro tutte le guerre che riafferma oggi, “epoca di costante crisi”, lo spirito brechtiano: “l’antimilitarismo, la denuncia della guerra come suprema e più disumana affermazione del Capitale” che ha come vittima principale “l’essenza stessa dell’innocenza, l’infanzia”.

### La cattiva educazione
- Vinicio Capossela: pianoforte, voce
- Cesare Malfatti: intonarumori
- Enrico Gabrielli: flauto, synth bass, celesta
- Margherita Vicario: voce
- Raffaele Tiseo: violini, viole
- Daniela Savoldi: violoncelli
- Andrea Lamacchia: contrabbasso
- Mauro Ottolini: tromba bassa, trombone, tuba

Brano che ha come tematica principale l'amore tossico e la violenza domestica, introdotta da una citazione di Bella ciao, per un testo che riflette inoltre su come la mancanza di un'educazione sulla gestione delle emozioni, del rifiuto, della separazione possa portare a una spirale di violenza, spesso coperta dalla «nebulosa giustificazione» della parola Amore.

### Minorità
- Vinicio Capossela: pianoforte, voce
- Enrico Gabrielli: celesta, clarinetto, organo Farfisa
- Stefano Semprini: fagotto
- Alessandro de Carolis: flauto
- Mauro Ottolini: trombone
- Raffaele Tiseo: violini, viole
- Daniela Savoldi: violoncelli
- Andrea Lamacchia: contrabbasso
- Ethel Colella: arpa

Una canzone che affronta un’altra drammatica urgenza dei nostri tempi, ovvero la situazione delle carceri, specchio fedele delle disparità sociali, istituzione che ha rimosso la rieducazione per collassare nella sola forma utile al sistema: la reclusione. Vi è un passo del testo che recita «A chi servirà una pena che non sa cambiare, ma solo consumare?».

### Cha cha chaf della pozzanghera
- Vinicio Capossela: pianoforte, voce
- Raffaele Tiseo: violini
- Giancarlo Bianchetti: chitarra elettrica
- Andrea Lamacchia: contrabbasso
- Mauro Ottolini: tromba, trombone
- Michele Vignali: sassofono contralto, tenore e baritono
- Alessandro de Carolis: flauto
- Peppe Leone: percussioni
- Niccolò Fornabaio: batteria
- Piero Perelli: campanaccio
- Sebastiano de Gennaro: xilofono
- Vincenzo Vasi: theremin, cori
- Irene Sciacovelli: cori

Nell'immagine della pozzanghera c'è il racconto della perdita della fisicità che accompagna l'infanzia delle nuove generazioni, «chiamate a conoscere il mondo più per interposizione tecnologica, che per esperienza diretta». Saltare nella pozzanghera, in luogo di girarci attorno per non sporcarsi, è il modo più efficace per raggiungere il cielo e per mantenere vivo il bambino che è in noi.

### Il tempo dei regali
- Vinicio Capossela: pianoforte, voce
- Don Antonio Gramentieri: chitarre, sk1, synth, chitarra baritono
- Alessandro “Asso” Stefana: chitarra classica, banjo
- Andrea Lamacchia: contrabbassi
- Mikey Kenney: fiddle
- Alessandro de Carolis: flauto
- Mauro Ottolini: trombone, tromba, tuba
- Enrico Gabrielli: clarinetto, celesta, organo Farfisa
- Piero Perelli: batteria, percussioni
- Sebastiano de Gennaro: glockenspiel

Brano che prende ispirazione dal romanzo Tempo di regali dell'autore inglese Patrick Leigh Fermor. Il tempo in tre quarti che caratterizza la prima parte della canzone «è il giusto tempo che consente sempre l'abbraccio, l'ondulazione comunitaria». Insiste sul fatto che oggi, in un mondo dove tutto ha un prezzo, il concetto del dono è uno dei più rivoluzionari.

### Con i tasti che ci abbiamo
- Vinicio Capossela: pianoforte, voce
- Alessandro “Asso” Stefana: eco a nastro
- Raffaele Tiseo: violini, viole
- Michele Vignali: sassofono contralto, tenore e baritono
- Daniela Savoldi: violoncelli
- Greg Cohen: contrabbasso
- John Convertino: batteria, vibrafono con arco

A un pianoforte sono stati asportati alcuni tasti, ma «una melodia si può ottenere anche solo usando i tasti ancora rimasti», e per estensione, di ogni cosa si farà con quello che si ha, abituandosi a vedere nei limiti una possibilità. Aiutati dal potere dell'immaginazione.